# Otacilia fabiformis
Otacilia fabiformis (лат.) — вид аранеоморфных пауков рода Otacilia из семейства Phrurolithidae.

## Распространение
Встречаются в Китае (Хунань, Chenzhou City, Yizhang County, Mangshan National Forest Park).

## Описание
Мелкие пауки, длина тела около 2 (самцы) — 3 (самки) мм. Отличаются строением гениталий и пальп, а также одноцветными жёлтыми ногами без кольцевидных тёмных отметин. Основная окраска желтовато-коричневая с серыми и чёрными отметинами. Хелицеры с двумя щетинками на передней стороне. Формула ног: 4123. Распределение шипиков на ногах: бёдра I-d1-pv3, II-d1-pv2; голени I—II с несколькими парами вентральных шипиков. Пальпы самцов с одним простым апофизисом RTA (ретролатеральный голенный апофизис), а гениталии их самок со сравнительно длинной, сильно склеротизированной сперматекой.
Наземные пауки, обитающие в опавших листьях на лесной подстилке.

## Таксономия и этимология
Вид был впервые описан в 2019 году группой китайских арахнологов (Keke Liu, Xiang Xu, Yonghong Xiao, Haiqiang Yin, Xianjin Peng; Hunan Normal University, Чанша, Хунань, Китай) по материалам из Китая. Включён в видовую группу armatissima-group. Видовое название происходит от латинского слова «faba» (боб) по признаку строения гениталий (бобовидная форма сперматеки самок).